# 正紅樹
红树（学名：Rhizophora apiculata），也称正红树，为红树科红树属下的一个种。高2-4米的乔木或灌木。生长在海浪平静、淤泥松软的浅海盐滩或海湾内的沼泽地。分布于东南亚热带、美拉尼西亚、密克罗尼西亚及澳大利亚北部。中国分布于海南琼山、文昌、乐东、崖县。模式标本采自马来西亚。